# ゴッド・ブレス・アメリカ (映画)
『ゴッド・ブレス・アメリカ』（原題：God Bless America）は、2012年に公開されたアメリカ映画。

## ストーリー
人生にうんざりするフランクはある日、元妻と娘が自分から完全に離れていったうえ、誤解からセクハラで解雇され、さらに医師からは脳腫瘍で余命が短いと宣告された。拳銃自殺をしようかと考えていたフランクだったが、わがままな少女クロエが出演するリアリティ番組を目にした途端考えを変え、隣人の車を盗んで番組の撮影現場へ向かい、クロエを手錠で拘束したうえで射殺した。その様子を、同じく人生にうんざりしていた女子高生・ロキシーが目撃し、興奮した状態でフランクの後を追った。そして彼女はモーテルで我に返り再び自殺しようとしていたフランクに、新たなる殺人を持ちかけた。

## キャスト
- フランク・マードック - ジョエル・マーレイ（山内健嗣）
- ロクサーヌ・ハーモン（ロキシー） - タラ・リン・バー（長内菜摘美）
- クロエの父 - ラリー・ミラー

## スタッフ
- 監督・脚本：ボブキャット・ゴールドスウェイト